# US-Depot Gießen

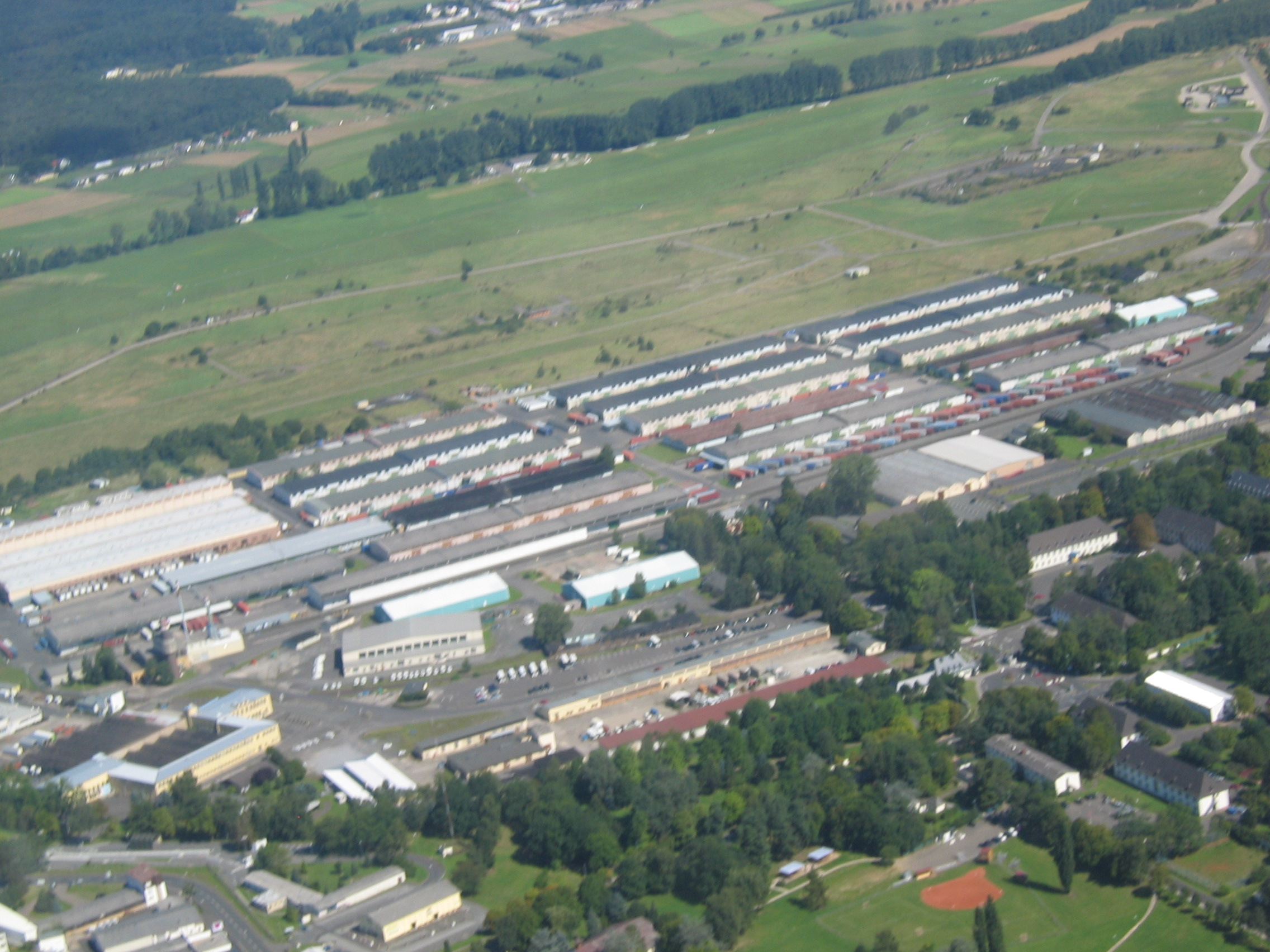
US-Depot in Gießen

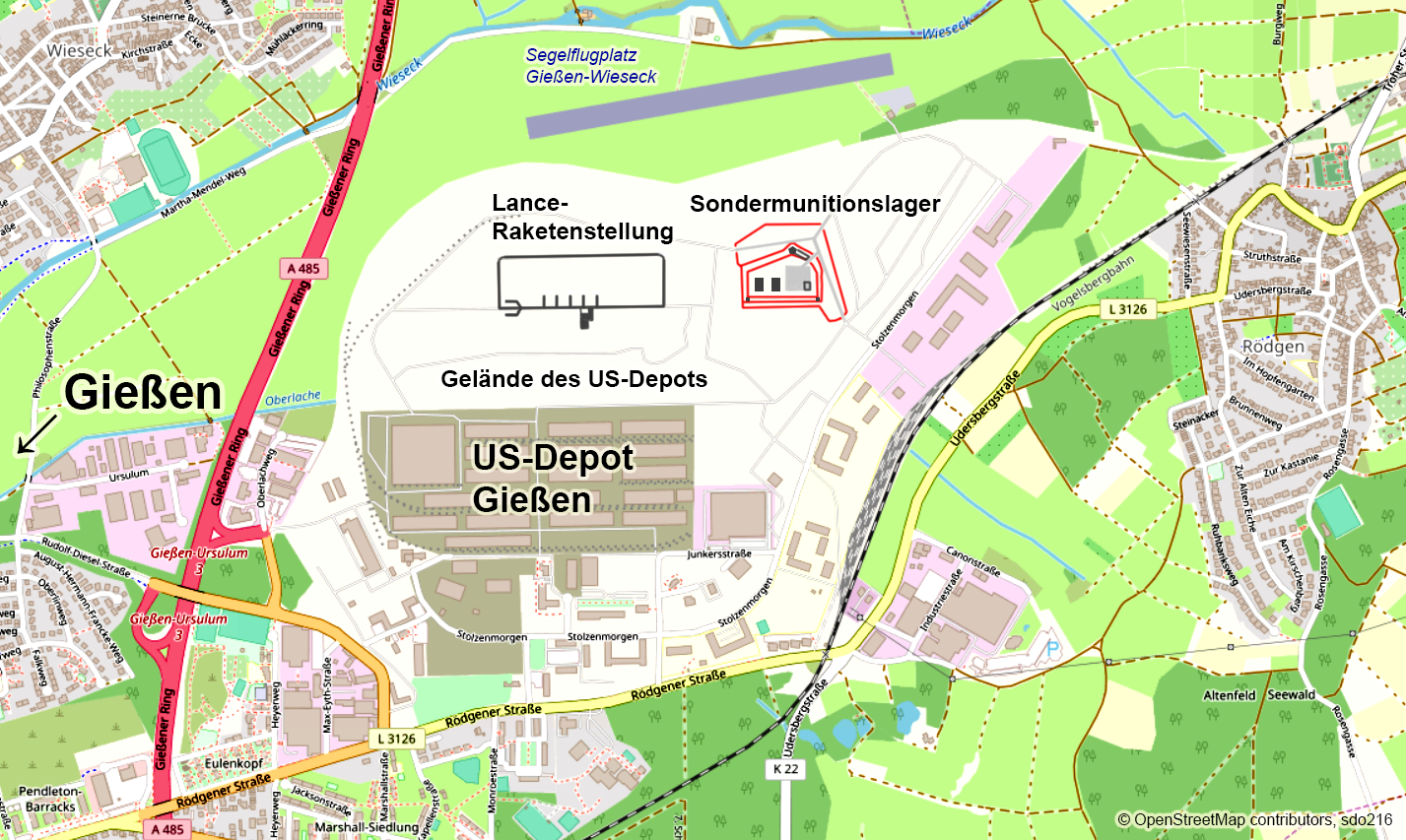
Karte des Depots

Das US-Depot Gießen war bis Mitte 2007 das zentrale Warenverteilzentrum der amerikanischen Streitkräfte in Europa. Es befand sich am östlichen Rand der mittelhessischen Stadt Gießen zwischen dem Gießener Ring und der Rödgener Straße und umfasste eine Fläche von etwa 200 Hektar.

## Geografie
Das Gelände des Depots liegt im Nordosten der Stadt Gießen und erstreckt sich dabei über Teile der Gießener Oststadt bis kurz vor den Stadtteil Rödgen. Die Höhenlage beträgt etwa 160–170 m ü. NHN.
Das Gelände umfasste Einrichtungen des Army & Air Force Exchange Service (AAFES), die Marshall-Siedlung, sowie einen separaten, später eingezäunten Bereich, in dem sich das Sondermunitionslager und etwaige Waffen, darunter die Lance-Raketenstellung befanden.

## Geschichte
Das Depot wurde nach Ende des Zweiten Weltkrieges auf dem Gelände des 1929 erbauten Verkehrsflughafen Gießen eingerichtet. Dem ehemaligen Flughafen zugehörige Konstruktionen wurden allerdings in weiten Teilen demontiert. Eine Ausnahme hierbei stellt mitunter das im Bauhausstil gehaltene und über einige Jahre durch die Militärpolizei genutzte Empfangsgebäude dar.
Die Betreibergesellschaft des Depots war der staatliche Army & Air Force Exchange Service (AAFES) mit Hauptquartier in Dallas, Texas. Von hier aus wurden vorwiegend Zivilgüter wie etwa Nahrung, Kleidung, Möbel und Hi-Fi-Geräte uvm. für die Angehörigen der amerikanischen Stationierungsstreitkräfte in die „PX“-Läden (Abkürzung für PostExchange) der US-Army und Air Force in Westeuropa und in Krisengebiete verschickt. Sowohl im Bosnien-Konflikt als auch in den beiden Golfkriegen spielte das US-Depot eine bedeutende strategische Rolle hinsichtlich der Versorgung von Soldaten und deren Angehörigen. Eine besondere militärstrategische Relevanz kam dem Gießener US-Depot mit Hinblick auf das hier befindliche Sondermunitionslager im Kontext des Kalten Krieges zu.
Die Stationierung von US-amerikanischen Waffen auf dem Depot in Gießen stieß bei Friedensbewegungen im Zuge des Kalten Krieges auf heftige Kritik. Diese Kontroverse gipfelte in Protesten anlässlich der US-Militärparaden in Gießen im Rahmen des Unabhängigkeitstags der USA gegen die Waffenstationierung, wobei es mitunter zu mehrtägigen Blockaden einiger Zufahrtswege des US-Depots kam. Auch infolge der Stationierung von Patriot-Raketen und weiteren Waffen(-Systemen) auf dem Gelände des US-Depot, angeordnet durch den damaligen US-Präsidenten Ronald Reagan, wurde das Gießener US-Depot zum Gegenstand öffentlicher Diskussion. Forderungen der Friedensbewegung bezogen sich dabei im Wesentlichen auf den Abzug der US-Truppen aus Gießen sowie die Demilitarisierung des US-Depots im Gesamten. Dem zugrunde lag insbesondere die Befürchtung, eine Stationierung von Waffen in Gießen stelle insofern eine Gefahr dar, als die Stadt hierdurch Ziel sowjetischer Angriffe werden könne.
Am Nordrand des Geländes befand sich von 1974 bis 1988 eine Lance-Raketenstellung, sowie das Sondermunitionslager Gießen, ebenfalls bekannt als „NATO Site #4“. Letzteres hielt dabei entsprechende taktische Atomsprengköpfe der Lance-Raketen in gut gesicherten Bunkern bereit.
Zwar war das US-Depot war mit seinen über 500 Beschäftigten einer der wichtigsten Arbeitgeber im Niedriglohnsektor des Landkreises Gießen. Insofern allerdings die meisten der von Soldaten benötigten Güter wie Lebensmittel, Sportgeräte etc. ohnehin aus den USA importiert wurden, stellte die Anwesenheit der Soldaten einen vergleichsweise geringen Wirtschaftsfaktor für die Stadt dar.
Zwischenzeitlich wurde auf dem westlichen Teil des US-Depots zwecks eines Übungsmanövers der NATO ein provisorischer Flughafen durch die US-Army errichtet, der zu Start und Landung vorwiegend großer Transportflugzeuge, wie etwa der C-130 Hercules dienen sollte. Zu einer tatsächlichen Nutzung des provisorischen Flughafens kam es aber lediglich im Jahr 1981 durch die Landung einer Transall C-160, dienend dem Transport eines Tanklöschfahrzeugs.
Das US-Depot wurde Ende August 2007 geschlossen. Die offizielle Schließungszeremonie fand im Beisein verschiedener Lokalpolitiker am 28. September 2007 statt. Der zivile Teil des AAFES-Betriebs wurde zum 31. März 2017 in Gießen vollständig eingestellt und an den neuen Standort in Germersheim verlegt. Von der Schließung Ende März 2017 waren etwa 400 Arbeitnehmer betroffen.

## Nachnutzung
Die zugehörige Liegenschaft wurde nach Schließung des US-Depots an das Bundesvermögen zurückgegeben und von der Bundesanstalt für Immobilienaufgaben (BImA) verwaltet. Diese verkaufte Gelände und Gebäude der ehemaligen amerikanischen Grundschule im Jahr 2008 an die Stadt Gießen; 2012 zog dort die Helmut-von-Bracken-Schule ein.
Der nördliche Bereich des US-Depots, auf dem sich die Lance-Raketenstellung, sowie das Sondermunitionslager Gießen befanden, ist heute Teil des Nationalen Naturerbes und der Öffentlichkeit daher nicht zugänglich. Um einer zu starken Überwucherung des Geländes entgegenzuwirken, werden über den Sommer Rinder und Schafe auf dem Gebiet angesiedelt. Der nördliche Teil ist heute außerdem Heimat seltener Tierarten und so nicht zuletzt für den Artenschutz von großer Bedeutung. Aus diesem Grund soll das Gebiet auch in Zukunft nicht bebaut werden.
Ende 2013 erstand das Gießener Immobilienunternehmen Revikon GmbH unter der Geschäftsführung von Daniel Beitlich und Martin Bender Teile des US-Depots für eine mittlere zweistellige Millionensumme in Euro von der BImA. Insgesamt wurden dabei etwa 69 Hektar durch die GmbH übernommen. Gemeinsam mit der Gießener Stadtverwaltung und weiteren Unternehmen sah die Revikon vor, das Gelände durch Logistik, produzierendes Gewerbe und den Bau von Büros nutzbar zu machen. Entsprechend plante der Otto-Handelskonzern im Jahr 2019 die dortige Errichtung eines Logistikzentrums, das 2022 in Betrieb gehen sollte. Der Konzern gab diese Absicht allerdings im April 2020 auf; an dessen Stelle wurde die belgische VGP Group im Mai 2020 als neuer Investor für das Logistikzentrum präsentiert. Der durch die VGP erbaute Logistikpark ist mitunter für die Nutzung durch den Online-Versandhändler Zalando zu Lager- und Distributionszwecken vorgesehen. Im April 2024 wurde der Logistikpark vollständig durch ein Tochterunternehmen der Deka erworben.
Infolge eines erhöhten Flüchtlingsstroms 2012 wurden einige Gebäude des Geländes als Flüchtlingsunterkunft der Erstaufnahmeeinrichtung des Landes Hessen eingerichtet. Im Jahr 2019 gab Daniel Beitlich als Geschäftsführer der Revikon zu verstehen, dass er die Unterbringung von Asylbewerbern auf dem besagten Gelände nicht für eine Dauerlösung hielte; vor allem stehe dies einer logistischen Nutzung im Wege, für die der Bereich aufgrund der dort verlaufenden Bahngleise nämlich besonders gut geeignet sei.
2021 erwarb der Bauträger S+S Grundbesitz GmbH Grundstücke am Südrand des Geländes, um dort im Rahmen des Projekts „Monroe Quartier“ eine rund 3 Hektar große Neubausiedlung zu errichten, die laut Angaben des Unternehmens zukünftig 328 Wohnungen umfassen soll.
Des Weiteren werden heute regelmäßig Führungen auf dem US-Depot angeboten.
In den letzten Jahren beklagte der Bundesforst immer wieder das Eindringen von Menschen in den Bereich des abgesperrten ehemaligen Sondermunitionslagers; die Häufung etwaiger Vorfälle sei im Wesentlichen dem Umstand geschuldet, dass das US-Depot über die Zeit des Lockdowns im Rahmen der COVID-19-Pandemie als Lost Place populär wurde.